# Glaciar da Brenva
O glaciar da Brenva (em italiano:  Ghiacciaio della Brenva) é um glaciar do  Vale de Aosta, na Itália.
Considerado o mais alto dos Alpes, o glaciar da Brenva está cercado pelo maciço do Monte Branco, e situa-se à altitude da Agulha Branca de Peuterey e da Agulha Preta de Peuterey.
Depois de um desnível de 3500 m chega aos 1300 m onde dá origem ao rio Dora Baltea que é o maior rio do Vale de Aosta.